# Ixtlilco el Chico
Ixtlilco el Chico es una localidad del estado mexicano de Morelos. Es parte del municipio de Tepalcingo.

## Toponimia
El nombre «Ixtlilco» proviene de los términos en náhuatl: ixtli, llanura; tlilli, negro; co, locativo. Su significado es «En la llanura negra». El término «Chico» lo distingue de la vecina localidad de Ixtlilco el Grande.

## Demografía
| Gráfica de evolución demográfica |
|                                  |

| Censo | Población |
| ----- | --------- |
| 1900  | 217       |
| 1910  | 235       |
| 1921  | 244       |
| 1930  | 304       |
| 1940  | 361       |
| 1950  | 363       |
| 1960  | 510       |
| 1970  | 728       |
| 1980  | 1008      |
| 1990  | 1182      |
| 2000  | 1333      |
| 2010  | 1340      |
| 2020  | 1432      |